# Złote przeboje (album Lady Pank)
Złote przeboje – album kompilacyjny zespołu Lady Pank, wydany w 2000 roku. Materiał jest identyczny jak na I wydaniu albumu Lady Pank ’81–’85, choć w innej kolejności.

## Lista utworów
1. „Mniej niż zero” (muz. J. Borysewicz; sł. A. Mogielnicki) – 4:04
2. „Kryzysowa narzeczona” (muz. J. Borysewicz; sł. A. Mogielnicki) – 4:01
3. „Fabryka małp” (muz. J. Borysewicz; sł. A. Mogielnicki) – 3:43
4. „Pokręciło mi się w głowie” (muz. J. Borysewicz; sł. A. Mogielnicki) – 3:36
5. „Du du” (muz. J. Borysewicz; sł. A. Mogielnicki) – 4:00
6. „Zakłócenie porządku”  (muz. J. Borysewicz) – 1:33
7. „Zamki na piasku” (muz. J. Borysewicz; sł. A. Mogielnicki) – 4:32
8. „Wciąż bardziej obcy” (muz. J. Borysewicz; sł. A. Mogielnicki) – 5:31
9. „Vademecum skauta” (muz. J. Borysewicz; sł. A. Mogielnicki) – 4:14
10. „Moje Kilimandżaro” (muz. J. Borysewicz; sł. A. Mogielnicki) – 4:21
11. „Minus 10 w Rio” (muz. J. Borysewicz; sł. A. Mogielnicki) – 4:51
12. „Mała Lady Pank” (muz. J. Borysewicz; sł. A. Mogielnicki) – 3:25
13. „Raport z N.” (muz. J. Borysewicz; sł. A. Mogielnicki) – 3:19
14. „Rysunkowa postać” (muz. J. Borysewicz; sł. A. Mogielnicki) – 3:40
15. „Sly” – 4:08 (muz. i sł. Phil Garland) – 4:10
16. „This is only Rock'n'Roll” – 4:01 (muz. J. Borysewicz; sł. A. Mogielnicki; przeł. T. Wachtel) – 4:07

## Muzycy
- Jarosław Szlagowski – perkusja
- Paweł Mścisławski – gitara basowa
- Jan Borysewicz – gitara, gitara solowa, śpiew
- Janusz Panasewicz – śpiew
- Edmund Stasiak – gitara